# Coupe du Portugal de football 2003-2004
La Coupe du Portugal 2003-2004 voit le sacre du Benfica Lisbonne.
C'est la 24e Coupe du Portugal remportée par Benfica. 

## Huitièmes de finale
Deux clubs de 3e division sont encore en lice à ce stade de la compétition : il s'agit du CD Santo António et de l'UD Vilafranquense.
| Équipe 1           | Score            | Équipe 2               |
| ------------------ | ---------------- | ---------------------- |
| União Leiria (D1)  | 1 - 2            | CD Nacional (D1)       |
| FC Marco (D2)      | 0 - 0 (7-8 pen.) | Naval 1er mai (D2)     |
| Rio Ave (D1)       | 2 - 1            | Portimonense SC (D2)   |
| Moreirense FC (D1) | 1 - 2            | Sporting Braga (D1)    |
| CF Belenenses (D1) | 4 - 0            | CD Santo António (D3)  |
| Estoril-Praia (D2) | 1 - 0            | Vitória Setubal (D2)   |
| FC Porto (D1)      | 4 - 0            | UD Vilafranquense (D3) |

## Quarts de finale
Deux clubs de 2e division sont encore en lice à ce stade de la compétition : il s'agit de l'Associação Naval 1º de Maio et de l'Estoril-Praia.
| Équipe (Domicile)  | Score            | Équipe (Extérieur)  |
| ------------------ | ---------------- | ------------------- |
| Benfica (D1)       | 2 - 1            | CD Nacional (D1)    |
| Naval 1er mai (D2) | 2 - 3            | Sporting Braga (D1) |
| Rio Ave (D1)       | 1 - 2            | FC Porto (D1)       |
| CF Belenenses (D1) | 2 - 2 (5-4 pen.) | Estoril-Praia (D2)  |

## Demi-finales
Il ne reste plus que des clubs de 1re division à ce stade de la compétition.
| Équipe (Domicile)   | Score | Équipe (Extérieur) |
| ------------------- | ----- | ------------------ |
| Sporting Braga (D1) | 1 - 3 | FC Porto (D1)      |
| Benfica (D1)        | 3 - 1 | CF Belenenses (D1) |

## Finale
| Équipe (Domicile) | Score | Équipe (Extérieur) |
| ----------------- | ----- | ------------------ |
| FC Porto (D1)     | 1 - 2 | Benfica (D1)       |